# Babiló (Egipte)
Babiló (o Babilònia) d'Egipte (en grec antic, Βαβυλών, ῶνος Babylṓn, õnos; en llatí, Babylōn, ōnis) fou una ciutat egípcia, l'antiga Pi-Hapi-n-On, traduït per analogia amb la Babiló persa. Era pròxima al Caire.
En el període grec, era una fortalesa que servia de límit entre el Baix i l'alt Egipte.
És mencionada com a caserna de la Legió XIII Gemina el segle v segons la Notitia Dignitatum.
Fou conquerida pel general àrab Amr (9 d'abril del 641) després dels combats principals que es van lliurar per la conquesta del país a la seva rodalia. A l'entorn de Babiló es va crear al-Fustat i durant un segle almenys es distingia entre Fustat i Babiló. Finalment fou tot una cosa i el nom de Babiló no es va mantenir entre els àrabs i només entre els coptes.